# Ciriaco e Paola
Ciriaco e Paola, venerati come santi dalla Chiesa Cattolica, furono due giovani martirizzati sotto Diocleziano in Africa (attuale Tunisia) o in Spagna; sono patroni della città di Malaga.

## Biografia
Le notizie sulla vita di questi due giovani sono scarse e sono complicate da alcune contraddizioni nelle fonti più antiche. C'è comunque concordanza sulle modalità del martirio (lapidazione), sulla giovane età dei due martiri e sulla collocazione temporale durante la persecuzione di Diocleziano.

### La tradizione spagnola
Secondo una serie di fonti, tra cui il Martirologio di Usuardo (IX secolo), i due giovani appartenevano alla comunità cristiana della città di Malaga, che fioriva sotto il santo vescovo Patrizio (da non confondere con l'omonimo santo irlandese). Quando scoppiò la persecuzione di Diocleziano, i due rifiutarono di prestare culto alle divinità pagane e furono per questo lapidati il 18 giugno dell'anno 303, dopo esser stati legati a due alberi nei pressi delle rive del Guadalmedina, il fiume di Malaga.

### La tradizione africana
Un diverso manoscritto del X secolo riporta dettagliatamente la passione dei santi Ciriaco e Paola, quest'ultima non ancora diciottenne, collocando però i fatti in due diverse città di provincia dell'attuale Tunisia (una dove abitavano e l'altra, Tremeta, dove furono lapidati).
L'attuale Martirologio presente sul sito del Vaticano accoglie questa diversa localizzazione scrivendo alla data del 18 giugno: In Africa, ricordo dei SS. Ciriaco e Paola, martiri.
È possibile che i corpi dei due martiri siano stati trasportati già in tempi antichi dal Nordafrica alla Spagna meridionale.

## Culto
I cosiddetti Re cattolici, riconquistata nel 1487 la città di Malaga, sottraendola ai sultani di Granada, diedero subito inizio alla costruzione di una chiesa dedicata a san Ciriaco e santa Paola (la Chiesa dei Santi Martiri) e tre anni dopo, nel 1490, li proclamarono patroni della città.
I due giovani martiri sono tutt'oggi onorati come patroni di Malaga.